# Orkan na Jamajce (film)
Orkan na Jamajce (ang. A High Wind in Jamaica) – brytyjski film przygodowy z 1965 roku w reżyserii Alexandra Mackendricka, powstały na podstawie powieści brytyjskiego pisarza pochodzenia walijskiego Richarda Hughesa pod tym samym tytułem. Wyprodukowana przez wytwórnię 20th Century Fox.
Premiera filmu miała miejsce 4 czerwca 1965 roku w Wielkiej Brytanii.

## Opis fabuły
Rodzina Thorntonów – Fredrick i jego żona Alice postanawiają powrócić do ojczystego kraju. Uważają bowiem, że życie na wyspie ma negatywny wpływ na zachowanie ich dzieci. W czasie podróży na statek, którym płyną, napadają piraci pod dowództwem kapitana Chaveza. Po splądrowaniu okrętu piraci wracają na swój żaglowiec i wkrótce ze zdumieniem dowiadują się, że mają nowych pasażerów.

## Obsada
Źródło: Filmweb
- James Coburn jako Zac
- Roberta Tovey jako Rachel Thornton
- Jeffrey Chandler jako Edward Thornton
- Karen Flack jako Laura Thornton
- Vivienne Ventura jako Margaret Fernandez
- Dennis Price jako Mathias
- Deborah Baxter jako Emily Thornton
- Brian Phelan jako Curtis
- Gert Fröbe jako kapitan Vandervort
- Ben Carruthers jako Alberto
- Isabel Dean jako Alice Thornton
- Nigel Davenport jako Fredrick Thornton
- Anthony Quinn jako kapitan Chavez
- Lila Kedrova jako Rosa

i inni